# A magyar női labdarúgó-válogatott 1985. szeptember 21-i mérkőzése
Előző mérkőzés - Következő mérkőzés
A magyar női labdarúgó-válogatott ötödik hivatalos mérkőzése 1985. szeptember 21-én Salgótarjánban volt Csehszlovákia ellen. A mérkőzés 2–1-es magyar győzelemmel zárult.

## Az összeállítások
| 1985. szeptember 21. |

| Magyarország                         | 2 – 1   | Csehszlovákia                 |
| ------------------------------------ | ------- | ----------------------------- |
| Vrábel 14' Szegediné 26' Kiss M. 45' | (2 – 0) | Haniáková 43' A. Novaková 46' |

| Síküveggyári pálya, Salgótarján Nézőszám: 1 000 Játékvezető: Huták Antal (HUN) |

|  |

| MAGYARORSZÁG:        |    |                          |     |
|                      |    |                          |     |
| K                    | 1  | Kiss Mária               |     |
| V                    | 2  | Tóth Judit               |     |
| V                    | 3  | Kiss Lászlóné            |     |
| V                    | 6  | Matskássy Imréné         |     |
| V                    | 4  | Bukovszki Jenőné         |     |
| KP                   | 5  | Jenei Anikó              |     |
| KP                   | 8  | Lovász Gyöngyi           |     |
| KP                   | 10 | Szegediné Lojd Zsuzsanna | 46' |
| CS                   | 7  | Vrábel Ibolya            |     |
| CS                   | 9  | Bárfy Ágnes              |     |
| CS                   | 11 | Oroszki Ildikó           | 57' |
| Cserék:              |    |                          |     |
| KP                   | ?  | Tóth Ilona               | 46' |
| CS                   | ?  | Keresztes Zsuzsanna      | 57' |
| Szövetségi kapitány: |    |                          |     |
| Tóth Ferenc          |    |                          |     |

| CSEHSZLOVÁKIA:       |    |             |     |
|                      |    |             |     |
| K                    | 1  | Novotná     |     |
| V                    | 2  | Dobsovicová |     |
| V                    | 3  | Haniáková   |     |
| V                    | 5  | Hlizová     |     |
| V                    | 4  | Prohásková  |     |
| KP                   | 6  | Hekkelová   |     |
| KP                   | 8  | Hodinová    | 46' |
| KP                   | 10 | Chalupková  |     |
| CS                   | 7  | J. Nováková |     |
| CS                   | 9  | Strebová    | 75' |
| CS                   | 11 | A. Novaková |     |
| Cserék:              |    |             |     |
| KP                   | ?  | Rimerová    | 46' |
| CS                   | ?  | Vrbová      | 75' |
| Szövetségi kapitány: |    |             |     |
| Pavel Genzer         |    |             |     |

## Örökmérleg a mérkőzés után
| Magyarország | :         | Csehszlovákia |
| ------------ | --------- | ------------- |
| 1            | Győzelem  | 0             |
| 1            | Döntetlen | 1             |
| 4            | Gólok     | 3             |
| 4/6          | Pontok    | 1/6           |
| 67           | %         | 17            |